# Гуго де Сюржер
Гуго де Сюржер (Hugues de Surgères) (род. 1175/80, ум. 1212 в Акконе, Палестина) — виконт Шательро с 1203/1204.
Сын Гильома III Менго, сеньора де Сюржера, и его второй жены Оренгарды (Дульсы), вдовы Гуго (IX) де Лузиньяна. Единоутробный брат Гуго IX де Лузиньяна - графа Марша, и Рауля I де Лузиньяна - графа д’Э. Брат Гильома IV Менго (ум. 1221), сеньора де Сюржера, и Жоффруа де Сюржера - родоначальника сеньоров де Гранж.
Согласно генеалогическим сайтам, с 1196 г. был женат на Аэнор де Шательро (р. 1184), дочери виконта Гильома де Шательро (ум. 1191).
В 1202 году во время битвы при Мирбо виконт Шательро Гуго III попал в плен к англичанам вместе с бретонским герцогом Артуром, Савари де Молеоном, Жоффруа Лузиньяном и некоторыми другими французскими рыцарями. Согласно приказу Иоанна Безземельного от 27.12.1202 содержался в заключении в Нормандии, где вскоре умер.
У Гуго III осталась двухлетняя дочь Клеменция, однако поскольку виконтство Шательро имело важное военное значение, король Филипп II Август предложил его Эмери (1180—1240), брату умершего. Однако тот отказался. И тогда король назначил виконтом Гуго де Сюржера, который в последующем участвовал в завоевании графства Пуату (1204-1205) и изгнании отряда Савари де Молеона, перешедшего на английскую службу и назначенного сенешалем.
В 1211 году Гуго де Сюржер отправился в Святую землю, где и умер.
Согласно некоторым источникам, виконтом Шательро стал его единоутробный брат Рауль де Лузиньян (Рауль д'Эгзуден, Raoul d'Exoudun), граф Э, сын Гуго де Лузиньяна (ум. 1169) и Оренгарды (Дульсы).
После его смерти в 1219 г. Шательро получили во владение Эмери (тот самый, который в 1203 году отказался от виконтства), и его племянница Клеменция — дочь Гуго III, после того, как вышла замуж за Жоффруа де Лузиньяна, сеньора де Вувана (не позднее 1224). Она умерла в 1239 г. бездетной.
Внучка Эмери Жанна ([1243/47]-16 мая 1315) вторым браком в 1276 г. вышла замуж за Жана II д'Аркура, маршала и адмирала Франции. Их потомки унаследовали виконтство Шательро.